# Constitución (Urugwaj)
Constitución – miasto w Urugwaju, w departamencie Salto.